# Claudiu Răducanu
Pour les articles homonymes, voir Răducanu.
Claudiu Nicu Răducanu (né le 3 décembre 1976 à Craiova) est un footballeur international roumain.

## Biographie

### Anecdotes
Le 1er février 2004, alors qu'il vient de marquer le but de la victoire de son club, l'Espanyol de Barcelone à Villareal, il a voulu jeter son maillot à ses supporteurs. Malheureusement, le maillot est tombé au bas des tribunes et une mini émeute s'en ai suivi, provocant la chute d'une barrière sous le poids des fans et l'hospitalisation de trois personnes.